# Calotis pubescens
Calotis pubescens là một loài thực vật có hoa trong họ Cúc. Loài này được (F.Muell. ex Benth.) N.G.Walsh & K.L.McDougall mô tả khoa học đầu tiên năm 2002.